# كايتانو كاليل
كايتانو كاليل (بالبرتغالية: Caetano Prósperi Calil‏) (20 مايو 1984 ببلدية غوازب في البرازيل - ) هو لاعب كرة قدم برازيلي في مركز الوسط. شارك مع منتخب البرازيل تحت 17 سنة لكرة القدم. أما مع النوادي، فقد لعب مع أتلتيكو باراناينسي ونادي أفاي لكرة القدم ونادي ساليرنيتانا ونادي سانتوس ونادي سيينا ونادي فاريسي ونادي فروسينوني ونادي كاتانيا ونادي كروتوني ونادي كروزيرو ورومة إسبورتي أبوكارانا ‏ وIpatinga Futebol Clube ‏.

## وصلات خارجية
- كايتانو كاليل على موقع الاتحاد الدولي (مؤرشف)  (الإنجليزية)
- كايتانو كاليل على موقع قاعدة بيانات كرة القدم.إي يو (الإنجليزية)
- كايتانو كاليل على موقع Soccerway.com (الإنجليزية)